# Маріо Бецці
Маріо Бецці (італ. Mario Bezzi; 1868, Мілан - 1927, Турин) — італійський вчений-ентомолог, професор зоології Туринського університету. Доктор наук.
Освіту здобув в Мілані, потім в університеті Павії. У студентські роки провів ряд наукових досліджень, зокрема, в галузі вивчення двокрилих комах. У 1892 році закінчив факультет природничих наук, до цього часу маючи кілька наукових публікацій.
Бецці займався систематикою двокрилих (Diptera). Розробив знамениту теорію еволюції крила у двокрилих і формування нових таксономічних суб'єктів в результаті впливу умов їхнього проживання на різних висотах.
Вважається неодарвіністом, який встановив за допомогою проведених експериментів формування нових ізольованих тваринних популяцій, адаптованих до навколишнього середовища і їхні морфологічні зміни.
Очолював Туринський музей природознавства (Museo Regionale di Scienze Naturali, Torino).
У 1903 році разом з ентомологами Кальманом Кертесом, Паулем Штейном і Теодором Беккером підготував каталог двокрилих Палеарктики - Katalog der Paläarktischen dipteren, який виданий в Будапешті.
Покінчив життя самогубством 14 січня 1927 року використавши ціанід, який був у його розпорядженні для проведення ентомологічних досліджень.

## Вибрані наукові публікації
- Diptera Brachycera and Athericera of the Fiji islands based on material in the British Museum [Natural History]. British Museum [Nat. Hist.], London: viii + 220 pp. (1928).
- Einige neue paläarrktische Empis-Arten. Pt. 1 18pp. (1909)
- Report on a collection of Bombyliidae from Central Africa 52 p. 1 pl (1911)
- Riduzione e scomparsa delle ali negli insetti ditteri 98 p. 11 figs (1916)
- Voyage Alluaud en Afrique Orientale. Bombyliidae & Syrphidae 35 p (1923)
- Ulteriori notizie sulla ditterofauna delle caverne. Atti Soc. Ven. -Trent. Sci. nat. 46: 177-187. (1907)
- Ditteri Eritrei raccolti dal Dott. Andreini e dal Prof. Tellini. Parte Seconda [1]. Boll. Soc. ent. ital. 39[1907]: 3-199. 1908
- Diptères suivi d'un Appendic e sur les Diptères cavernicoles recueillis par le Dr Absolon dans les Balcans. Arch. Zool. Exp. Gèn.  48: 1-87. (1911)
- Ditteri raccolti dal Prof. F. Silvestri durante il suo viaggio in Africa. Boll. Lab. Zool. gen. agr. Portici 8: 279-[281](1914).
- Contributo allo studio della fauna Libica. Materiali raccolti nelle zone di Misurata e Homs [1912-13] dal Dott. Alfredo Andreini, Capitano Medico. Ditteri. Annali del Museo Civico di Storia naturale di Genova, Serie 3. a 6[46]: 1-17 [?165-181](1914).
- Ditteri di Cirenaica raccolti dal Prof.Alessandro Ghigi durante l'escursione organizzata dal Touring Club Italiano nel mese d'Aprile 1920. Atti Soc. Ven. -Trent. Sci. nat.  60: 1921:.
- Materiali per lo studio della fauna Tunisia raccolti da G. e L. Doria. Annali del Museo Civico di Storia Naturale di Genova, Serie 3a 10[50] 1922: 1-43. (1922).
- Materiali per una fauna dell'Arcipelago Toscano. XVII. Ditteri del Giglio. Annali del Museo Civico di Storia Naturale di Genova, Serie 3a 10[50] 1925: 291-354 [1-64]1925:.
- Bezzi, M. & C. G. Lamb, 1926: XXIII. Diptera [excluding Nematocera] from the Island of Rodriguez. Trans. ent. Soc. Lond. 3/4]: 537-573 (1925).
- Bezzi, M. & T. de Stefani-Perez, : Enumerazione dei Ditteri fino ad ora raccolti in Sicilia. Naturalista Siciliano An. II [Nuova Serie] 1-3: 1-48. (1897).